# Мазепа Всеволод Григорович
Всеволод Григорович Мазепа (2 серпня 1939 , Козятин, Козятинський район, Вінницька область, Українська РСР, СРСР  — 22 жовтня 2018 , Київ ) — український архітектор, голова ради старійшин міжнародної громадської організації «Родина Мазеп». Заслужений архітектор України, перший нагороджений Хрестом Івана Мазепи.

## Біографія
З 1956 по 1961 роки навчався у Дніпропетровському інституті інженерів транспорту.
До 1969 — архітектор, керівник групи у ДПІ «Дніпрозв'язок», автор проєктів міжміських телефонних станцій у м. Львові, Дніпропетровську, Омську, Алма-Аті та ін.
У 1969–1977 — головний архітектор проєктів у ДПІ «Укрдіпроводгосп», автор гідротехнічних споруд та житлових селищ на Каховській зрошувальній системі.
У 1977–1980 роках — начальник відділу і головний архітектор інституту «Київдіпротранс», автор проєкту станції пасажирського вокзалу ст. Ургал (БАМ).

Могила Всеволода Мазепи, Лісове кладовище

З 1980 по 2002 працював у головному управлінні містобудування та архітектури Київської міської державної адміністрації, в тому числі на посаді першого заступника начальника управління.
Член Національної спілки архітекторів України (1968), акредитований член Академії архітектури України (1996), дійсний член Академії будівництва України (1998).
На пенсії з 2002 року. Від 2008 року — голова ради старійшин міжнародної громадської організації «Родина Мазеп».
Помер на 80-му році життя 22 жовтня 2018 року. Похований разом із дружиною на Лісовому кладовищі Києва (ділянка № 111, 50°29′56.05″ пн. ш. 30°38′17.88″ сх. д. / 50.4989028° пн. ш. 30.6383000° сх. д.).
Син — Ігор (1966 р.н.), будівельник, голова організації «Родина Мазеп», кавалер ордена «За заслуги» III ст. (2008 р.)

## Нагороди
- Заслужений архітектор України (23 травня 1997) — за вагомий особистий внесок у соціально-економічний розвиток міста Києва, збагачення національної культурної спадщини, високий професіоналізм[1]
- Відзнака Президента України — Хрест Івана Мазепи (18 серпня 2009; відзнака № 0001) — за значний особистий внесок у соціально-економічний, культурний розвиток Української держави, вагомі трудові досягнення та з нагоди 18-ї річниці незалежності України[2]
- Медалі СРСР «В пам'ять 1500-річчя Києва» (1982), «Ветеран праці» (1989)
- Почесна грамота Кабінету Міністрів України (29 липня 1999) — за високий професіоналізм, вагомий особистий внесок в розвиток архітектурної справи в Україні та з нагоди 60-річчя від дня народження[3]